# Marquette-en-Ostrevant

Marquette-en-Ostrevant este o comună în departamentul Nord, Franța. În 1 ianuarie 2022 avea o populație de 1.953 de locuitori.